# Caradrina agrapha
Caradrina agrapha är en fjärilsart som beskrevs av Charles Boursin 1939. Caradrina agrapha ingår i släktet Caradrina och familjen nattflyn. Inga underarter finns listade i Catalogue of Life.